# Ébène

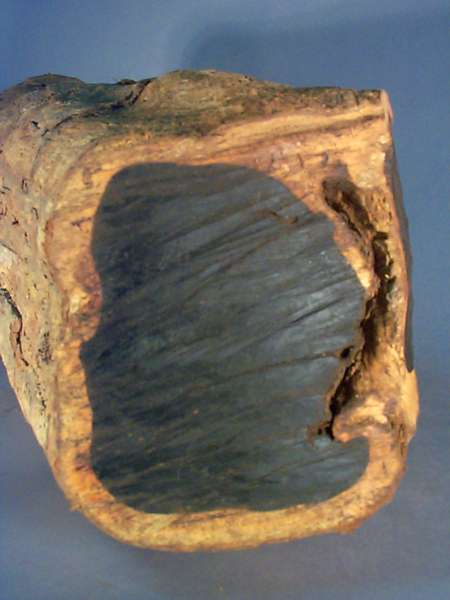
Ébène

L'ébène — nom féminin — naturelle est le nom donné au bois de cœur ou duramen produit par plusieurs espèces d'arbres de la famille des Ebenaceae appartenant au genre Diospyros, appelés ébéniers, ainsi que certains arbres de la famille des
Fabaceae du genre Dalbergia. Ils se rencontrent dans les régions tropicales de l'Ancien Monde et sont connus depuis la plus haute Antiquité pour la couleur très sombre, proche du noir, de leur bois.
Les caractéristiques principales de l'ébène sont sa couleur presque noire et sa densité élevée. Aussi trouve-t-on des échantillons d'ébène plus ou moins foncés (certains restent gris) et durs.
Seuls les Diospyros à bois noir ou approchant le noir peuvent prendre l'appellation d'ébénier. Les plaqueminiers (Diospyros kaki), par exemple, bien que très proches dans la classification botanique, n'en sont pas.
Le mot ébène est dérivé du latin ebenus, lui-même du grec ebenos (mot d'origine égyptienne hibnj) qui désignait déjà ce bois à l'époque de l'Égypte pharaonique, où il entrait dans la composition de petits objets précieux de toutes sortes.
En Guyane, l'appellation ébène désigne des arbres à bois dur du genre Handroanthus (anciennement Tabebuia, Bignoniaceae) avec notamment l'ébène verte et l'ébène rose,.

## Écologie

### Habitat
Montagnes chaudes et caillouteuses.
Haut de 25 à 30 m (dimensions d'un chêne) pour un fût de 7 à 10 m et un diamètre de moins d'un mètre.
Seuls les pieds femelles seraient réputés avoir une bonne ébène de couleur noire assez stable avec très peu (ou pas) de veines blanchâtres.

## Bois
- Bois précieux très noir ou veiné. Grain très fin, bois très lourd. Fil droit, coupe nette, très sec sous l'outil et fendage franc. Finement pailleté d'incrustation de cristaux d'acide oxalique qui lui donnent son aspect scintillant si particulier à la lumière. Poli parfait, luisant, très lisse, mat ou brillant, très lourd (densité de 1,10 à 1,40) débardé en bûches purgé d'aubier de taille suffisante pour être portées par un homme (30–70 kg) puis lié à d'autres espèces moins denses pour assurer sa flottabilité.
- Botanique, espèces :
  - Diospyros ebenum, ébène des Indes (Inde, Ceylan). Exportation quasi impossible (espèce protégée) et seules de petites pièces de lutherie finies peuvent être exportées.
  - Diospyros perrieri ébène de Madagascar (Madagascar, Maurice). C'est la variété  qui fut la plus utilisée pour les meubles français des XVIIe et XVIIIe siècles.
  - Diospyros crassiflora ébène d'Afrique (Gabon, Cameroun). C'est l'espèce africaine la plus noire[4].
  - Diospyros celebica, ébène de Macassar ou Makassar, ou Macassar de Coromandel selon sa provenance. Très utilisé en placage à l'époque Art déco 
  - Diospyros melanoxylon
  - Diospyros mun
  - Diospyros tesselaria (Maurice)

Bien que son nom commercial reste parfois ébène du Mozambique, la grenadille d'Afrique n'est plus considérée comme une ébène, appellation désormais réservée à un nombre limité de bois produits par le genre Diospyros, plus fragiles et d'apparence plus mate.

## Utilisation

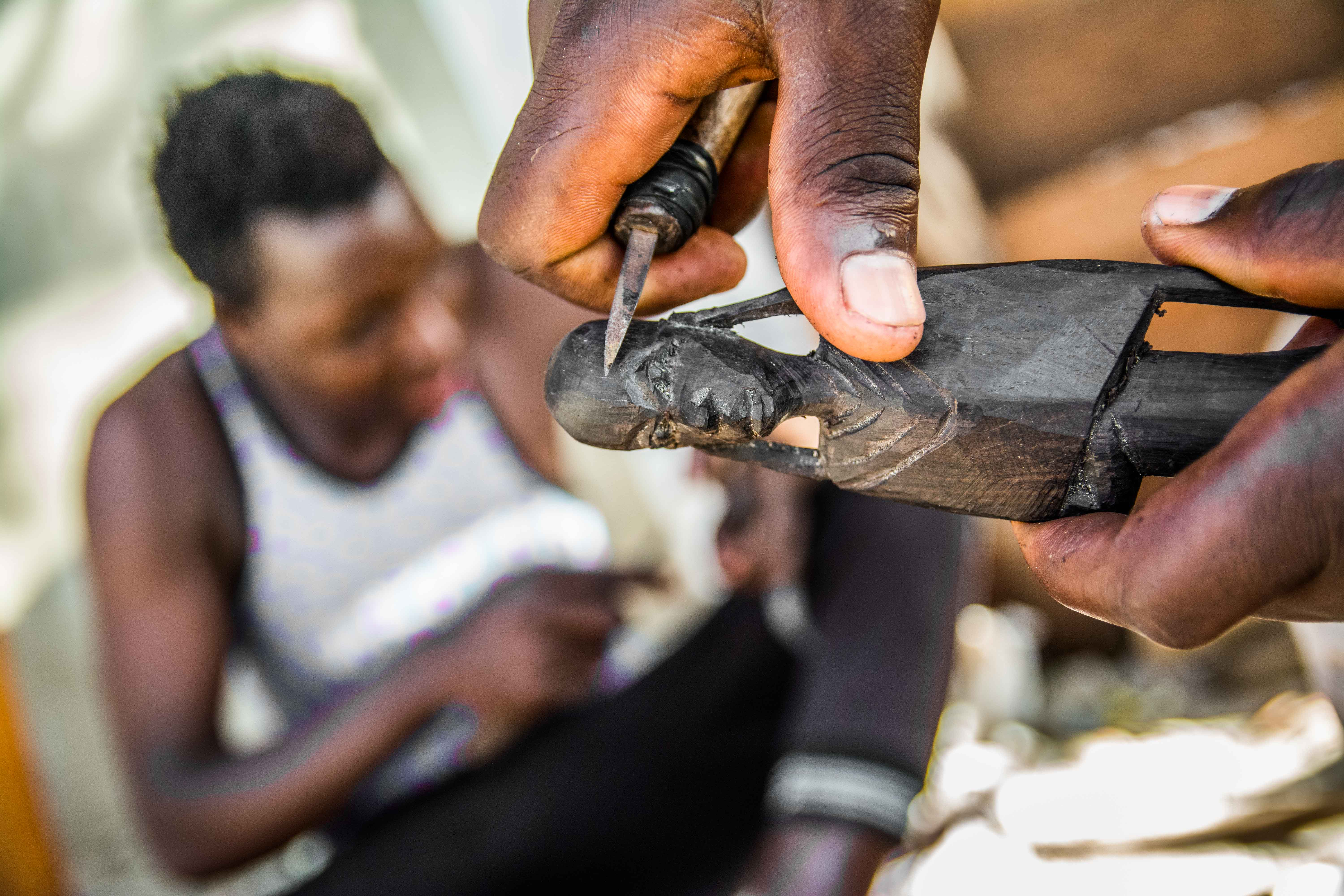
Sculpture de l'ébène à Zanzibar.

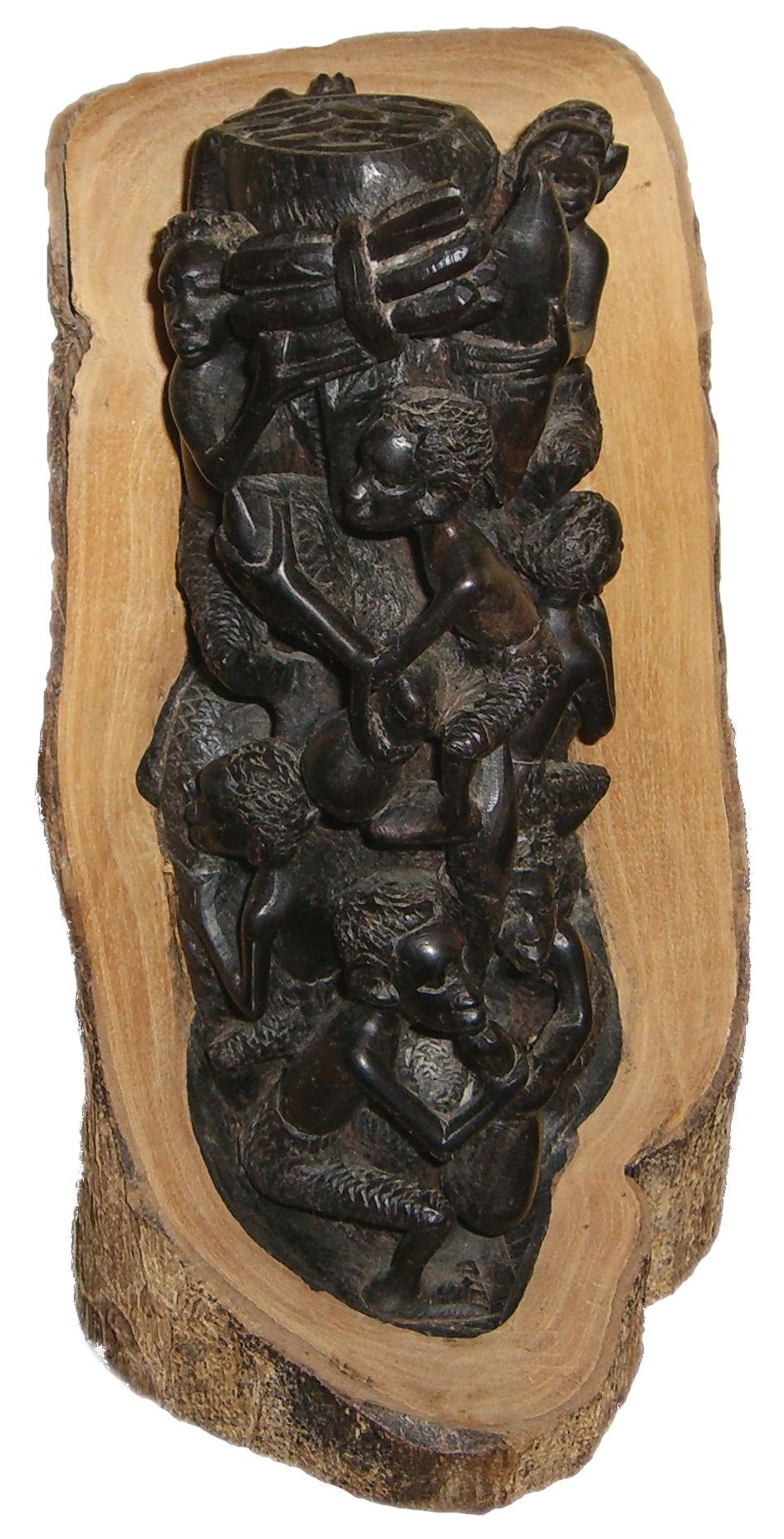
Sculpture en ébène (art africain).

L’ébène est travaillée en ébénisterie, sculpture, lutherie, marqueterie, coutellerie, et dans des jeux (échecs, dames…) sous forme de bois massif, en feuillets ou en placage scié. Elle est appréciée pour la fabrication d'instruments de musique tels la flûte à bec, la clarinette, le hautbois (bien que pour cet usage, on lui préfère la grenadille d'Afrique pour éviter la fissuration, couramment observée pour l'ébène), la cornemuse écossaise, la touche des instruments à cordes et certaines baguettes de tambour. L'ébène de bonne qualité est toujours très foncée, noire. Elle est plus claire et parfois tachée lorsqu'elle est plus médiocre.

## Histoire

### Les corporations
Dès le XIIe siècle, l'ébène était considérée en Europe comme un bois des plus précieux. Elle était employée à la fabrication de petits objets (coffrets, manches de couteaux, jeux d'échecs, etc.)
Au XVIIe siècle, on réussit à la débiter en plaques très minces que des spécialistes collaient sur des meubles richement décorés.
En France, les ouvriers qui travaillaient le bois étaient groupés, depuis le XIe siècle, en deux corporations : celle des charpentiers, pour le gros œuvre, et celle des menuisiers, pour les objets plus petits (meubles, huisserie, parquet, etc.).
Mais là, c'était un travail de haute précision, qu'aucune de ces deux corporations ne savait pratiquer. Les premiers ébénistes vinrent des Pays-Bas. Dans la hâte, il fallut donc créer, à Paris, en 1743 la corporation des ébénistes. En 1789, lors des États Généraux, cette corporation parisienne comptait déjà officiellement 1 142 membres. Ils s'étaient regroupés naturellement dans le faubourg Saint-Antoine à deux pas de la Bastille.